# Liberales
Liberales – belgijski think tank ruchu liberalnego (o tendencjach lewicowo-liberalnych), uważający się za niezależny i progresywny.
Występują na rzecz wolności jednostki, praw człowieka, samorządności, wolności obywatelskich, solidaryzmu i sprawiedliwości. Występują przeciw konserwatyzmowi, faszyzmowi, komunizmowi, dyskryminacji religijnej i libertarianizmowi. Ich przedstawiciele biorą regularnie udział w kongresach Flamandzkiej Partii Liberalnej (VLD). Na działalność Liberales składa się organizowanie wieczorów dyskusyjnych, pisanie artykułów i recenzji oraz tłumaczenie tekstów liberałów spoza Belgii dla strony internetowej liberales.be.
Przewodniczącym ruchu jest prawnik, Egbert Lachaert. Jednym z prominentnych członków jest Dirk Verhofstadt, liberalny pisarz i brat znanego, liberalnego polityka, Guya Verhofstadta.